# Xifratge de Transposició per Columnes
La Transposició per Columnes (en anglès Columnar Transposition) és un tipus de xifratge per transposició que consisteix a escriure el missatge en una graella d'amplada escollida i posteriorment extreure'l de la graella columna per columna.

## Encriptació
Per a realitzar l'encriptació el primer que hem de fer és escollir una paraula clau. Aquesta determinarà dues de les variables que ens ocupen: en primer lloc la seva amplada serà la l'amplada de la graella on escriurem el missatge, i en segon lloc la posició de les seves lletres dins l'alfabet determinarà en quin ordre llegim les columnes.
Per exemple, si escollim la paraula "pernil", la nostra graella serà d'amplada 6, i n'obtindrem les columnes segons l'ordre 2-5-6-4-1-3 (la e és la primera a l'alfabet... la r l'última).
Un cop escollida la paraula, escriurem la graella amb el missatge. En aquest cas "avui estic editant la wikipedia".
```
Missatge normal:
 AVUI ESTIC EDITANT LA WIKIPEDIA

Clau:
 pernil
```

```
p e r n i l
5 1 6 4 2 3
```

```
A V U I E S
T I C E D I
T A N T L A
W I K I P E
D I A X Y Z
```

En aquest cas, hem omplert els espais que sobraven de l'última fila amb caràcters qualssevol (caràcters nuls). Aquesta opció és el que anomenem el cas "regular".
Evidentment, escollir les tres lletres aleatòriament (en lloc d'escollir XYZ, que van seguides a l'alfabet i són estranyes) amagaria millor la tècnica utilitzada.
```
Missatge xifrat:
 VIAI IEDL PYSI AEZI ETIX ATTW DUCN KA
```

Per acabar, es copia la graella, però aquesta vegada llegint per columnes (per ordre alfabètic, segons les lletres de la paraula clau). En aquest cas, a més, hem posat espais a la resposta cada quatre lletres per tal de facilitar-ne la lectura i per dissimular l'espaiat original del missatge (la qual cosa era una pràctica habitual).
En el cas "irregular" (sense omplir els forats que sobren) quedaria de la manera següent:
```
p e r n i l
5 1 6 4 2 3
```

```
A V U I E S
T I C E D I
T A N T L A
W I K I P E
D I A
```

Com veiem, algunes columnes quedaran més llargues que les altres (i això en dificulta el desxifratge).
```
Missatge xifrat:
 VIAI IEDL PSIA EIET IATT WDUC NKA
```